# Lysøysund
Lysøysund är en tätort i Ørlands kommun i Trøndelag fylke i mellersta Norge. Orten ligger vid fylkesväg 6344, på södra sidan av Lysøysundet, 
som skiljer ön Lysøya från fastlandet.
Tidigare har orten tillhört dåvarande Jøssunds kommun respektive Bjugns kommun i Sør-Trøndelag fylke.

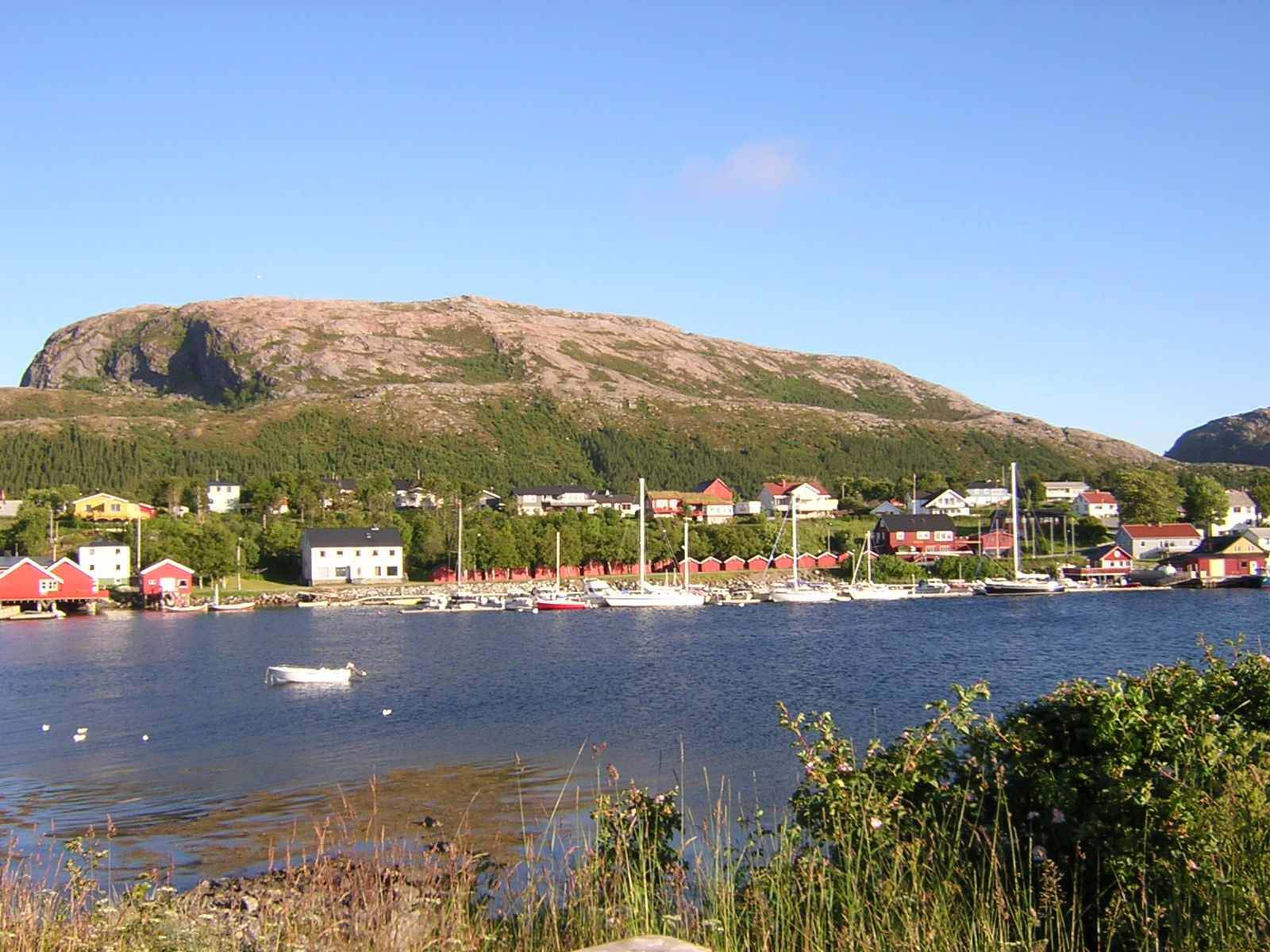
Lysøysund sedd från ön Lysøya.